# Rok '66
Rok '66 (v anglickém originále Sixty Six) je britsko-francouzský dramatický film z roku 2006. Režisérem filmu je Paul Weiland. Hlavní role ve filmu ztvárnili Gregg Sulkin, Helena Bonham Carter, Eddie Marsan, Ben Newton a Elliot Cukier. 

## Obsazení
| Gregg Sulkin         | Bernie Reubens   |
| Helena Bonham Carter | Esther Reubens   |
| Eddie Marsan         | Immanuel Reubens |
| Ben Newton           | Alvie Reubens    |
| Elliot Cukier        | mladý Alvie      |
| Thomas Drewson       | Terry Shivers    |
| Peter Serafinowicz   | strýc Jimmy      |
| Stephen Grief        | strýc Henry      |